# Теория Нордстрёма
Теории Нордстрёма — одна из первых попыток создать релятивистскую теорию тяготения. Гуннар Нордстрём создал две такие теории, которые в настоящее время имеют лишь исторический интерес.

## Первая теория Нордстрёма (1912)
Первое предложение Нордстрёма (1912) состояло в том, чтобы просто заменить дивергентный оператор в уравнении для ньютоновской гравитации на оператор Даламбера
{\displaystyle \square =\partial _{t}^{2}-\nabla ^{2}}.
Это дает полевое уравнение
{\displaystyle \square \Phi =4\pi G\rho }.
Однако теоретические трудности заставили Нордстрёма отказаться от такой формулировки.

## Вторая теория Нордстрёма (1913)
Год спустя Нордстрём предложил другое уравнение
{\displaystyle \Phi \square \Phi =-4\pi GT},
где {\displaystyle T} является следом тензора энергии-импульса.
Вторая теория Нордстрёма, как это было показано Эйнштейном, может быть переформулирована как метрическая теория конформно плоских лоренцевых многообразий. Это означает, что метрический тензор для этой теории может быть записан как {\displaystyle g_{\mu \nu }=\phi (x^{\lambda })\eta _{\mu \nu }}, где {\displaystyle \eta _{\mu \nu }} — это метрика Минковского, а {\displaystyle \phi (x^{\lambda })} является скалярной функцией положения точки в пространстве-времени. Теория в такой формулировке утверждает, что инертная масса должна зависеть от скалярного поля.
Вторая теория Нордстрёма удовлетворяет слабому принципу эквивалентности, однако:
- Эта теория не предсказывает никаких отклонений света, проходящего вблизи массивного тела (в прямом противоречии с наблюдениями).
- Теория предсказывает аномальную прецессию перигелия Меркурия, но её знак и величина не согласуются с известными из эксперимента (для части, которая не может быть объяснена с помощью ньютоновской гравитации).

Несмотря на такие неутешительные результаты, критика второй теории Нордстрёма Эйнштейном сыграла важную роль в развитии общей теории относительности.